# 1717
1717. је била проста година.

## Догађаји

### Август
- 16. август — У бици код Београда у аустријско-турском рату, принц Еуген Савојски потукао је турску војску и заузео Београд.

### Датум непознат
- Википедија:Непознат датум — Устанак у Вучитрну (1717—1718) Побуна Срба на Косову против османске окупације
- Википедија:Непознат датум — Волтер осуђен на годину дана у Бастиљи због својих сатиричних текстова.
- Википедија:Непознат датум — Шпанија ујединила своје јужноамеричке колоније у Нову Гренаду.
- Википедија:Непознат датум — Португалци основали Монтевидео у Уругвају.
- Википедија:Непознат датум — Раздор између Џорџа I и његовог сина Џорџа II довео до избацивања Џорџа II из краљевске куће.

## Рођења

### Јануар
- 28. јануар — Мустафа III, османски султан († 1774)

### Мај
- 13. мај — Марија Терезија, аустријска царица и угарска и чешка краљица

### Септембар
- 16. новембар — Жан ле Рон д'Аламбер, француски математичар и енциклопедиста († 1783)
- 25. новембар — Александар Сумароков, руски песник и драматург, творац класичног позоришта у Русији. († 1777)

### Децембар
- 27. децембар — Папа Пије VI († 1799)